# غراي غوس
 غراي غوس  (بالفرنسية Grey Goose) هي ماركة من الفودكا فرنسية الصُنع. تم إنشاؤها من قبل رجل الأعمال الأمريكي سيدني فرانك، الذي باعها في عام 2004 إلى شركة باكاردي.